# Pinus densithunbergii
Pinus densithunbergii là một loài thực vật hạt trần trong họ Thông. Loài này được Uyeki miêu tả khoa học đầu tiên năm 1926.